# Rain Over Me
«Rain Over Me» es una canción del rapero estadounidense Pitbull, incluida en su sexto álbum de estudio, Planet Pit, y lanzada como tercer sencillo el 19 de julio de 2011.
Cuenta con la colaboración del cantante estadounidense de ascendencia puertorriqueña Marc Anthony en las voces.
Fue compuesta por el mismo Pitbull, RedOne, Marc Anthony, Bilal The Chef Hajji, AJ Janussi y Rachid Aziz, y fue producida por RedOne, David Rush y Jimmy Joker.
Debutó en el puesto número 30 en la lista Billboard Hot 100 de los Estados Unidos. La canción se convirtió en el segundo número de Pitbull en la lista Hot Latin Songs y su primer sencillo como número 1 en la lista Billboard Tropical Songs. Además, es el sexto sencillo que logró ubicar Marc Anthony en la primera posición de la lista Hot Latin Songs y el vigésimo sencillo como número uno en la Tropical Songs.

## Video musical
El video del audio fue lanzado el 9 de junio del 2011, y el videoclip fue estrenado el 22 de julio de 2011, y dirigido por David Rosseau, (anteriormente dirigió el video de "I Know You Want Me (Calle Ocho)" en 2009).
En él aparecen Pitbull y Marc Anthony en un desierto junto a la actriz Natalie Martinez.
Además, el 3 de agosto de 2011, el vídeo logró superar más de 600 000 000 de reproducciones en el canal de Youtube.

## Listado de canciones
| Sencillo en CD |                                      |          |  |
| N.º            | Título                               | Duración |  |
| 1.             | «Rain Over Me» (Álbum Versión)       | 3:51     |  |
| 2.             | «Rain Over Me» (Joe Maz Remix)       | 5:05     |  |
| 3.             | «Rain Over Me» (Laidback Luke Remix) | 6:20     |  |

## Posicionamiento en listas

### Listas semanales
| Lista (2011)                           | Mejor posición |
| -------------------------------------- | -------------- |
| Alemania (Offizielle Deutsche Charts)  | 7              |
| Australia (ARIA)                       | 9              |
| Austria (Ö3 Austria Top 40)            | 5              |
| Bélgica (Flandes) (Ultratop 50)        | 8              |
| Bélgica (Valonia) (Ultratop 50)        | 2              |
| Canadá (Canadian Hot 100)              | 7              |
| República Checa (Rádio Top 100)        | 8              |
| Dinamarca (Tracklisten)                | 2              |
| Escocia (Scottish Singles Sales Chart) | 20             |
| Eslovaquia (Rádio Top 100)             | 1              |
| España (Top 100 Canciones)             | 1              |
| Estados Unidos (Billboard Hot 100)     | 30             |
| Estados Unidos (Hot Latin Songs)       | 1              |
| Estados Unidos (Tropical Airplay)      | 1              |
| Estados Unidos (Mainstream Top 40)     | 20             |
| Estados Unidos (Hot Rap Songs)         | 25             |
| Finlandia (OFC)                        | 2              |
| Francia (SNEP)                         | 2              |
| Hungría (Dance Top 40)                 | 2              |
| Hungría (Rádiós Top 40)                | 2              |
| Irlanda (IRMA)                         | 16             |
| Islandia (Lagalistinn)                 | 27             |
| Israel (Media Forest)                  | 7              |
| Italia (FIMI)                          | 19             |
| Noruega (VG-lista)                     | 2              |
| Nueva Zelanda (Recorded Music NZ)      | 7              |
| Países Bajos (Dutch Top 40)            | 16             |
| Polonia (Dance Top 50)                 | 1              |
| Reino Unido (UK Singles Chart)         | 28             |
| Rumania (Romanian Top 100)             | 1              |
| Suecia (Sverigetopplistan)             | 12             |
| Suiza (Schweizer Hitparade)            | 3              |
| Suiza (Romandía)                       | 1              |

### Listas anuales
| País     | Lista (2011)         | Posición |
| -------- | -------------------- | -------- |
| Alemania | Media Control Charts | 63       |
| Austria  | Ö3 Austria Top 40    | 36       |
| Grecia   | IFPI Greece          | 79       |
| Hungría  | Mahasz Top 100       | 29       |
| Rumania  | Romanian Top 100     | 22       |
| Suiza    | Swiss Singles Chart  | 15       |

## Certificaciones
| País      | Proveedor      | Certificación | Ventas  |
| --------- | -------------- | ------------- | ------- |
| Alemania  | BVMI           | Oro           | 150.000 |
| Australia | ARIA           | Platino       | 70.000  |
| Austria   | IFPI Austria   | Oro           | 15.000  |
| Dinamarca | IFPI Dinamarca | Oro           | 15.000  |
| España    | PROMUSICAE     | Platino       | 40.000  |
| Italia    | FIMI           | Oro           | 15.000  |
| Suiza     | IFPI Suiza     | Oro           | 15.000  |

## Sucesión en listas
| Predecesor: «Give Me Everything» de Pitbull con Ne-Yo, Afrojack & Nayer             | Latin Pop Songs — Sencillo número uno 24 de septiembre de 2011 — 29 de octubre de 2011                                        | Sucesor: «El amor» de Ricardo Arjona                                   |
| Predecesor: «Tu olor» de Wisin & Yandel                                             | Hot Latin Songs — Sencillo número uno 15 de octubre de 2011 — 21 de octubre de 2011                                           | Sucesor: «El amor» de Ricardo Arjona                                   |
| Predecesor: «Danza kuduro» de Lucenzo con Don Omar «Bailando por ahí» de Juan Magán | PROMUSICAE — Sencillo número uno 2 de octubre de 2011 — 15 de octubre de 2011 23 de octubre de 2011 — 12 de noviembre de 2011 | Sucesor: «Bailando por ahí» de Juan Magán «Perdóname» de Pablo Alborán |